# The Card Counter
Pour les articles homonymes, voir Counter (homonymie).
Pour plus de détails, voir Fiche technique et Distribution.
The Card Counter ou Face à l'ennemi au Québec est un film américano-britannique réalisé par Paul Schrader et sorti en 2021.

## Synopsis
Ancien militaire devenu un joueur accro au poker, William Tell vient en aide à Cirk, un jeune homme vulnérable et ivre de vengeance contre John Gordo, un colonel de l'armée avec qui Tell a eu autrefois des démêlés. Aidés par La Linda, une mystérieuse financière, Tell et Cirk sillonnent les routes allant de casino en casino avec pour objectif de gagner les World Series of Poker de Las Vegas. Mais garder Cirk sur le droit chemin sera difficile pour Tell, puisqu'il se retrouve dans les griffes d'un passé qu'il s'efforçait d'oublier.

## Fiche technique
Sauf indication contraire, les informations mentionnées dans cette section peuvent être confirmées par la base de données cinématographiques IMDb,  présente dans la section « Liens externes ».
- Titre : The Card Counter
- Titre québécois : Face à l'ennemi
- Réalisateur : Paul Schrader
- Scénario : Paul Schrader
- Décors : Ashley Fenton
- Direction artistique : Christine Brandt
- Montage : Benjamin Rodriguez Jr.
- Photographie : Alexander Dynan
- Production : Lauren Mann, Braxton Pope et David Wulf
  - Production déléguée : Catherine Boily, Tiffany Boyle, Lee Broda, Philip Burgin, Martin McCabe, Joel Michaely, William Olsson, Elsa Ramo, Jason Rose, Martin Scorsese et Mick Southworth
- Société de production : HanWay Films
- Pays de production :  États-Unis,  Royaume-Uni
- Langue originale : anglais
- Format : couleur
- Durée : 112 minutes
- Genre : thriller
- Dates de sortie :
  - États-Unis : 10 septembre 2021
  - France : 29 décembre 2021
- Classification[2] :
  - États-Unis : R
  - France : tous publics avec avertissement

## Distribution
- Oscar Isaac (VF : Benjamin Penamaria ; VQ : Patrice Dubois) : William Tell
- Tiffany Haddish (VF : Amélia Éwu ; VQ : Florence Blain-Mbaye) : La Linda
- Tye Sheridan (VF : Alexandre Bierry ; VQ : Nicolas Bacon) : Cirk
- Willem Dafoe (VF : Éric Herson-Macarel ; VQ : Sylvain Hétu) : le commandant John Gordo
- Alexander Babara (VF : Glen Hervé) : Mister USA
- Bobby C. King (VF : Gilduin Tissier) : Joe le Roublard
- Joel Michaely : Ronnie

## Production

### Genèse et développement
Pour son prochain projet, le cinéaste Paul Schrader voulait initialement faire un western avec Willem Dafoe et Ethan Hawke. En cherchant le financement pour ce projet, il fait finalement à un tout autre film, proche de ses thèmes de prédilection : la culpabilité, la rédemption et la responsabilité morale : « J'avais envie de m’intéresser à un personnage qui a commis un acte qu’il ne peut se pardonner. Il a fait de la prison, et si la société lui a sans doute pardonné, il ne s’est pas lui-même pardonné. Il a fait quelque chose de terrible, et il vit dans une sorte de purgatoire. Comment peut-il espérer s’en sortir ? » Il a ensuite l'idée de faire de son personnage un joueur de poker après avoir vu plusieurs émissions télévisées sur le sujet.
Martin Scorsese est producteur exécutif du film. Paul Schrader lui avait par ailleurs écrit les scénarios de Taxi Driver, Raging Bull, La Dernière Tentation du Christ et À tombeau ouvert.

### Attribution des rôles
Shia LaBeouf était le premier choix pour incarner Cirk mais il a dû quitter le projet à cause de conflit d'emploi du temps. C'est Nicolas Cage, qui avait collaboré deux fois avec Paul Schrader sur La Sentinelle et Dog Eat Dog, qui lui suggéra d'engager Tye Sheridan après avoir tourné avec lui dans Joe en 2013,.
Paul Schrader retrouve l'un de ses acteurs fétiches, Willem Dafoe, qu'il avait déjà dirigé dans Light Sleeper (1992), Affliction (1997), Auto Focus (2002), The Walker (2007), Adam Resurrected (2008) et Dog Eat Dog (2016).

### Tournage
Le tournage débute en février 2020,. Il a lieu Saint-Louis dans le Missouri (notamment son jardin botanique du Missouri), dans le Mississippi (Biloxi, Gulfport, D'Iberville), dans le Kansas (caserne disciplinaire des États-Unis). La production est interrompu en raison de la pandémie de Covid-19 en mars 2020. Il reprend et s'achève en juillet de la même année,.

## Sortie

### Accueil critique
Sur l’agrégateur de critiques Rotten Tomatoes, il obtient 87% d'avis favorables pour 223 critiques et une note moyenne de 7,5⁄10. Le consensus suivant résume les critiques compilées par le site : « Mené par la performance captivante d'Oscar Isaac, The Card Counter ajoute un autre chapitre important à la longue enquête de Paul Schrader sur la responsabilité morale de l'homme ». Sur Metacritic, qui utilise une moyenne pondérée, le film obtient une note de 77⁄100 pour 48 critiques.
Sur le site AlloCiné, qui recense 29 critiques de presse, le film obtient la note moyenne de 4,2⁄5
.
Le film fait partie du Top 10 annuel des Cahiers du cinéma, alors que Sight and Sound le classe 33e des meilleurs films de 2021.

### Box-office
| Pays ou région     | Box-office     | Date d'arrêt du box-office | Nombre de semaines |
| ------------------ | -------------- | -------------------------- | ------------------ |
| États-Unis, Canada | 2 657 850 $    | 7 octobre 2021             | 4                  |
| France             | 80 284 entrées | -                          | -                  |
| Total mondial      | 5 040 860 $    |                            |                    |

## Distinctions principales
(en) Récompenses pour The Card Counter sur l’Internet Movie Database

### Sélections
- Mostra de Venise 2021 : sélection officielle, en compétition
- Festival du cinéma américain de Deauville 2021 : Hors compétition

## Commentaire
À propos des faits réels auxquels il est fait référence dans le film, Enrique Seknadje écrit : « Le socle dramatique sur lequel repose The Card Counter, le nouveau film de Paul Schrader qui vient sublimement assombrir cette fin d'année, est le « scandale d’Abou Ghraib. L’affaire remonte à 2003. L’armée américaine et la CIA ont alors été accusées de violations des Droits de l’Homme dans la prison centrale de Bagdad ; de s’être livrées à des humiliations, abus sexuels, tortures, et exécutions arbitraires. Des poursuites judiciaires ont été lancées, des condamnations prononcées. »